# ТЕС Пріоло (ISAB)
37°8′24″ пн. ш. 15°12′57″ сх. д. / 37.14000° пн. ш. 15.21583° сх. д.
ТЕС Пріоло (ISAB) – теплова електростанція на півдні Італії на острові Сицилії, провінція Сиракуза. Належить до типу IGCC (Integrated Gasification Combined Cycle), тобто не лише використовує технологію комбінованого парогазового циклу, але й має власну установку газифікації, котра продукує паливо для живлення газових турбін.
Проект реалізувала компанія ISAB, котра належить Edison Mission Energy (49%) та ERG Petroli (51%). Останній зі співвласників володіє нафтопереробним заводом, поряд з яким розташований майданчик ТЕС. При роботі цього заводу продукується значна кількість важких залишків – асфальту, смол вісбрекінгу – на постачання яких ISAB був укладений довгостроковий контракт. Зазначені фракції використовуються як сировина для установки газифікації, котра продукує синтез-газ. 
Очищений синтез-газ подається на два енергоблоки, кожен з яких має по одній газовій турбіні з потужністю 161 МВт, оптимізованій під використання цього штучного низькокалорійного палива. Відпрацьовані ними гази потрапляють до котлів-утилізаторів, які живлять парові турбіни з показником у 115 МВт (також по одній на блок). Окрім двох основних енергоблоків, у складі секції газифікації діє турбоекспандерна установка, здатна продукувати 10 МВт електроенергії. Втім, враховуючи суттєве власне енергоспоживання, загальна номінальна потужність станції визначається на рівні лише 512 МВт.  
ТЕС ввели в експлуатацію у 1999 році, при цьому через затримку у спорудженні комплексу газифікації перші кілька місяців вона працювала на газойлі.
За рік станція продукує понад 2,5 млрд кВт-год електроенергії.
Зв’язок із енергомережею відбувається по ЛЕП, розрахованій на роботу із напругою 380 кВ.